# Tuda Murphy
Tuda Murphy (ur. 4 listopada 1980 w George Town) – kajmański piłkarz występujący na pozycji bramkarza. Zawodnik klubu Portadown.

## Kariera klubowa
Murphy karierę rozpoczynał w 1996 roku w zespole George Town SC. Przez 5 lat gry dla tego klubu, zdobył z nim 2 mistrzostwa Kajmanów (1997, 1999) oraz Puchar Kajmanów (1998). W 2001 roku odszedł do drużyny Naya Sporting, gdzie spędził kolejne 3 lata. Potem przez 2 lata występował w barwach zespołu Bodden Town FC.
W 2006 roku Murphy wyjechał do Irlandii Północnej, by grać w tamtejszym zespole Donegal Celtic z IFA Premiership. Przez rok w jego barwach nie rozegrał jednak żadnego spotkania. W 2007 roku przeszedł do Glenavonu, także grającego w IFA Premiership. W ciągu 3 lat zagrał tam w 47 meczach.
W 2010 roku Murphy wrócił do Bodden Town FC. W 2011 roku ponownie trafił do Irlandii Północnej, tym razem zostając graczem klubu Portadown. W 2012 roku wywalczył z nim wicemistrzostwo Irlandii Północnej.

## Kariera reprezentacyjna
W reprezentacji Kajmanów Murphy zadebiutował 27 listopada 2002 roku w przegranym 0:5 meczu eliminacji Złotego Pucharu CONCACAF 2003 z Kubą.